# Nemaspela
Nemaspela is een geslacht van hooiwagens uit de familie Nemastomatidae (Aardhooiwagens).
De wetenschappelijke naam Nemaspela is voor het eerst geldig gepubliceerd door Silhavý in 1966.

## Soorten
Nemaspela omvat de volgende 9 tot 10 soorten:
- - Nemaspela abchasica (Ljovuschkin & Starobogatov, 1963)
  - Nemaspela birsteini Levushkii, 1972
  - Nemaspela borkoae Kozel, Delić & Novak, 2020
  - Nemaspela caeca (Grese, 1911) [=Phalangodes taurica (Lebedinskiy, 1914) per Chemeris (2009).]
  - Nemaspela femorecurvata Martens, 2006
  - Nemaspela gagrica Tchemeris, 2013
  - Nemaspela kovali Tchemeris, 2009
  - Nemaspela ladae Karaman, 2013
  - Nemaspela sokolovi (Ljovuschkin & Starobogatov, 1963)
  - Nemaspela taurica (Lebedinski, 1914) (Maar zie mogelijk synoniem met Nemaspela caeca)